# Noir (anime)
O Noir (ノワール, Nowāru) é uma série anime de 2001 com 26 episódios, escrita e criada por Ryoe Tsukimura e produzida pelo estúdio de animação Bee Train. O anime foi dirigido por Koichi Mashimo. O design dos personagens foi feito por Yoko Kikuchi, Minako Shiba e Satoko Miyashi. A trilha sonora foi produzida por Yuki Kajiura. Nos Estados Unidos, é distribuída pela ADV Films. Na França, foi transmitida a partir de 3 de janeiro de 2005, no Canal Plus. Em Portugal, é transmitida desde dezembro de 2005, na SIC Radical. Em 2006, a rede de televisão espanhola laSexta começou a transmitir na Espanha. Foi exibida no Brasil, no canal pago Animax, em 24 de abril de 2006. Noir foi seguida por duas sucessoras, Madlax e El Cazador de la Bruja. Juntas, estas séries constituem uma trilogia que explora o gênero girl-with-guns.

## História
Introdução da abertura: ″Noir, nome de um destino de um passado antigo, duas virgens que governam a morte, a mão negra protege a paz dos recém-nascidos.″
A série se passa em Paris, no ano de 2010, e conta a história de duas damas (Mireille e Kirika), que possuem um passado desconhecido. A meta delas é recobrar a memória, para que finalmente possam viver em paz. As "damas" são as principais personagens do anime. Fazem de tudo para achar respostas e preencher as lacunas do passado. São jovens ricas e trabalham como matadoras de aluguel.

## Personagens Principais
- Kirika Yuumura: Uma jovem japonesa do colegial com amnésia, cujas únicas lembranças são a palavra Noir e sua habilidade para assassinar. Após conhecer Mireille, decidi trabalhar como parceira para que assim consiga recuperar sua memória. Apesar de sua idade e ingenuidade, suas habilidades são muito avançadas, e sua arma preferida é a pistola Beretta M1934, embora seja experiente em usar qualquer arma que esteja na sua mão. Suas personalidades são muito variadas, dentre elas são calma, seria, fria, solitária, enigmática, leal e criativa.
- Mireille Bouquet: Uma dama confidente e cínica, que nasceu numa poderosa família de assassinos da Córsega, presenciou a morte de sua família quando ainda era uma criança e foi adotada por seu tio Claude que a treinou para seguir as tradições da família. É considerada a assassina mais confiável no ramo e sua arma preferida é Walther P99. Embora demonstre crueldade e frieza durante o trabalho para se proteger da dura realidade, às vezes demonstra ser leal e generosa com as pessoas em quem mais confia.
- Chloe: Uma habilidosa assassina fria e membro fiel dos Soldats (principalmente de Altena), que se autodenomina o verdadeiro Noir, ela prefere usar facas que ficam escondidas no casaco e tem incríveis habilidades tanto acrobáticas quanto na mira. Ela tem uma admiração profunda por Kirika por conta de suas habilidades, e tem ciúmes de Mireille por ser parceira da Kirika.
- Altena: A misteriosa líder do Soldats e professora da Chloe, ela segue fielmente as antigas tradições dos Soldats mesmo que os membros atuais não concordem.

## Personagens Importantes que Apareceram
- Claude Feyder: É o tio bondoso de Mireille, que cuidou dela depois que seus pais morreram e fugiram para Paris, durante esse tempo ele a treinou para seguir os passos da família.
- Silvana Greone: Conhecida como "A Implacável" e princesa de Costra Notra, conheceu Mireille quando ainda eram crianças durante um encontro entre famílias. Durante o encontro, Silvana fez uma performance para demonstrar sua crueldade ao cortar a coroa de flores de Mireille com uma adaga deixando-a traumatizada. Silvana prefere usar armar afiadas, principalmente sua adaga que foi passada de geração a geração.
- Shaoli: Conhecida como "Assassina sangue frio" ou "Inseto venenoso", uma assassina tailandesa que vem da família Lai cuja especialidade é fabricar venenos. Ela pinta suas unhas com venenosos esmaltes vermelho, que quando entra em contato com a pele, a vítima sofre de sufocamento instantâneo.
- Marennes: Membro dos Soldats que segue fielmente qualquer coisa que Altena mandar.

## Dubladores
- Kirika Yuumura: Hoko Kuwashima (japonês), Monica Rial (americana).
- Mireille Bouquet: Kotono Mitsuishi (japonês), Shelley Calene-Black (americana).
- Chloe: Aya Hisakawa (japonês), Hilary Haag (americana).
- Altena: Tarako (japonê), Tiffany Grant (americana).
- Claude Feyder: Yoshitada Otsuka (japonês), Jason Douglas (americano)
- Silvana Greone: Yumi Touma (japonês), Heather LeMaster (americana)
- Shaoli: Urara Takano (japonês), Kelly Manison (americana)
- Marennes: Emi Shinihara (japonês), Tiffany Terrell (americana)

## Episódios
1. Virgens Com Mãos Negras (黒き手の処女たち)
2. O Pão de Cada Dia (日々の糧)
3. Jogo de Assassinos (暗殺遊戯)
4. The Sound of Waves (波の音)
5. Les Soldats (レ・ソルダ)
6. Lost Kitten (迷い猫)
7. The Black Thread of Fate (運命の黒い糸)
8. A Intoccabile (parte I) (イントッカービレ（acte I）)
9. A Intoccabile (parte II) (イントッカービレ（acte II）)
10. O Verdadeiro Noir (Shin no Noir 真のノワール)
11. Chá ao Luar (月下之茶宴)
12. Missão de Assassino (刺客行)
13. A Estação Infernal (地獄の季節)
14. Um Boque de Flores para Mireille (ミレイユに花束を)
15. A Assassina Sangue Fria (Acte I) (冷眼殺手 acteI)
16. A Assassina Sangue Fria (Acte II) (冷眼殺手 acteII)
17. Return to Corsica (コルシカに還る)
18. The Darkness Within Me (私の闇)
19. Two Hands of the Soldats (ソルダの両手)
20. Sin Amongst Sin (罪の中の罪)
21. Morning of the Wicked Heart (無明の朝)
22. O Fim da Estrada (旅路の果て)
23. Affection in Story of the Remainder (残花有情)
24. Recurrence to Darkness (暗黒回帰)
25. Depth of Hellfire (業火の淵)
26. Nascimento (誕生)

## Ambiente
Ao contrário de seus sucessores que apresentaram temas sobrenaturais, Noir apresenta um realístico tema sobre o submundo do crime.

### Les Soldats
Les Soldats é uma misteriosa organização criminosa que existe há milhares de anos. Foi criada por um grupo de pessoas que sobreviveram a guerras sangrentas e juraram proteger os fracos e vingarem o mundo das atrocidades.

### Noir
Noir ("preto", em francês) é representado por duas virgens assassinas que representam a morte e é o principal símbolo de Les Soldats. A presença é tão forte que é vista através da arte (escultura e pintura). No submundo, é referido como "Mil e um anos de escuridão", na Europa.

## Produção
De acordo com o diretor Koichi Mashimo, ele imaginou Noir e Madlax como parte de uma trilogia que explora  gênero do girls-with-gun, e logo depois do lançamento do último, ele confirmou ter planejando a terceira instalação, que seria mais tarde o El Cazador de la Bruja.
Para a arma pessoal de Mireille, Mashimo queria uma arma com "uma imagem mais moderna", desta forma a equipe de produção decidiram usar a Walther P99. Após considerar várias pistolas compactas, incluindo a Walther PPK e a Glock 26, para a arma pessoal de Kirika, o Beretta M1934 se tornou a arma de escolha, porque dava "um clássico sentimento europeu" que combina com a premissa da série. Por causa da história da organização, armas européias foram escolhidas pelos membros dos Soldats. Todos os assassinos de roupa preta, que aparecem bastante na série, carregam a arma SIG Pro 2340, que na época da produção era um modelo mais novo desta linha, enquanto os outros membros eram dados constantemente armas antigas, dependendo do ranking que o membro se encontra.
De acordo com o produtor Shigeru Kitayama, Kotono Mitsuishi que dublou a Mireille, eles tinham uma continuidade de relacionar no trabalho que tinha para elaborar Excel Saga, na qual Kotono dublou a protagonista Excel.

## Mídia
Transmissão na TV e home vídeo
Noir estreou com 26 episódios, no dia 6 de abril de 2001 e durou até 28 de setembro do mesmo ano na TV Tokyo no Japão e foi lançado em DVD e VHS em 13 compilações, cada um contendo dois episódios, pela Victor Entertainment entre os dias 25 de julho de 2001 até 21 de março de 2001.
Trilha Sonora
Assim como muitos outros trabalhos da Bee Train, a trilha sonora desse anime foi composta pelo aclamado compositor Yuki Kajiura, com o acompanhamento das vocalistas Yuriko Kaida e Yuri Kasahara, e da banda de Yuki See-Saw. O anime faz uso de duas peças musicais, "Coppelia no Hitsugi" (コッペリアの柩, lit. "Coppelia's Casket")por Ali Project na abertura, enquanto "Kirei na Kanjo" (きれいな感情, lit. "Beautiful Emotions") por Akino Arai no encerramento.